# Villa Allgeyer-Fuckel
Villa Allgeyer-Fuckel è un palazzo storico di Genova sito al numero 2 di via dei Maristi, nel quartiere di Albaro.

## Storia
Il palazzo venne realizzato alla fine del XVII secolo come residenza di campagna ed era circondato da un vasto podere. Nel 1728 fu censito come proprietà di Gerolamo Veneroso, all'epoca doge di Genova. La costruzione mantenne la sua originaria pianta rettangolare fino all'inizio del XIX secolo, quando venne aggiunto un piccolo corpo al lato sud.
Nel 1901 il palazzo fu acquistato dalla famiglia tedesca Allgeyer-Fuckel, la quale affidò i lavori di ristrutturazione all'architetto Riccardo Haupt. Quest'ultimo trasformò la villa di campagna in residenza signorile, fece affrescare i soffitti, aggiunse una torre di belvedere e realizzò uno scalone monumentale in marmo.
A causa delle origini tedesche dei proprietari, il palazzo fu confiscato durante la prima guerra mondiale, venendo poi restituito ad Anna Allgeyer, vedova Fuckel, al termine del conflitto. Nel 1939 fu acquistato dalla congregazione religiosa dei Fratelli maristi, che lo adibirono a istituto scolastico fino al 1994.
Dopo alcuni anni di abbandono l'immobile venne restaurato e ospita, dal 2001, una delle due sedi genovesi di Fideuram - Intesa Sanpaolo Private Banking. Il palazzo, che nel 2009 subì alcuni danni a causa di un incendio accidentale, è riconosciuto come bene di interesse culturale dal Ministero dei beni e delle attività culturali e del turismo.

## Galleria d'immagini

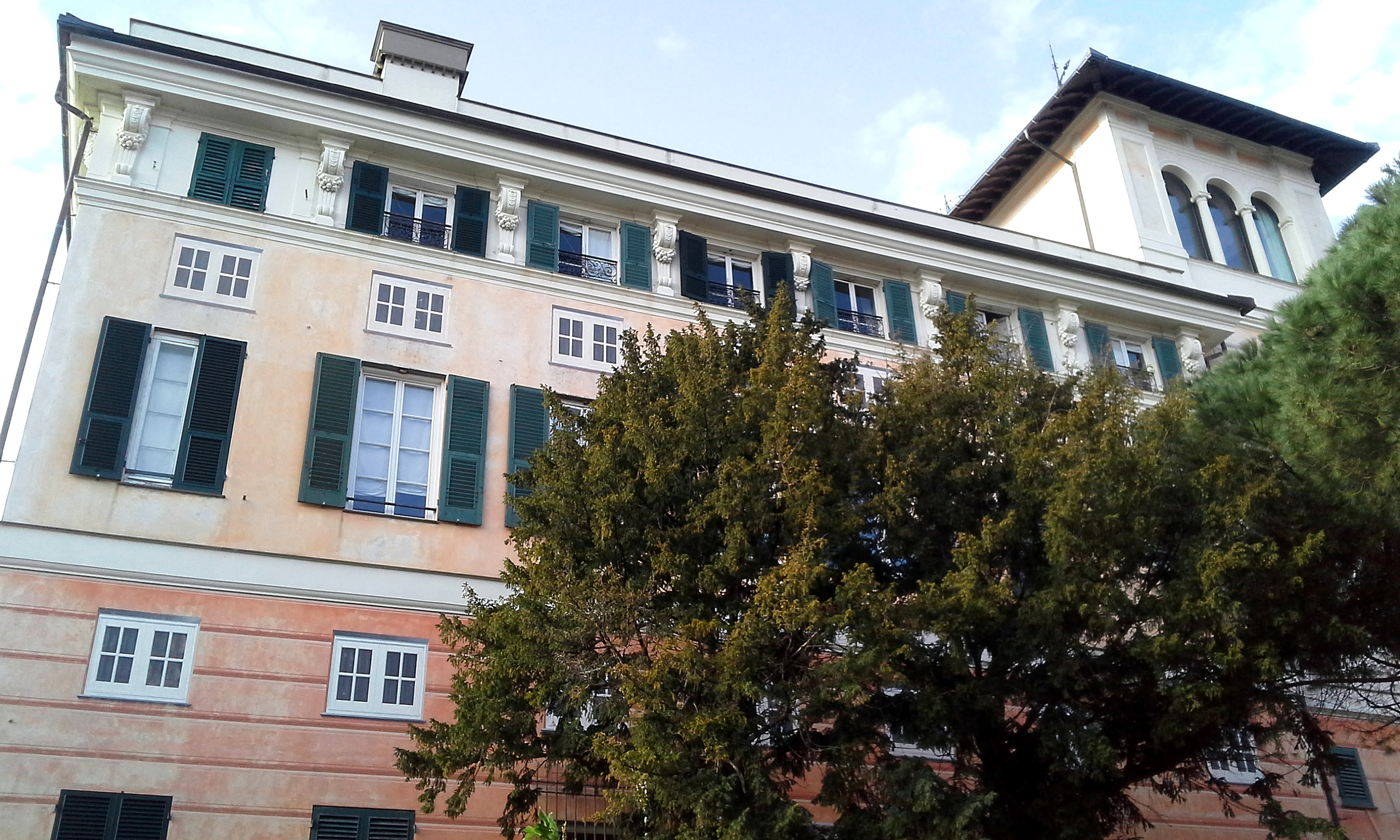
La facciata di villa Allgeyer-Fuckel.
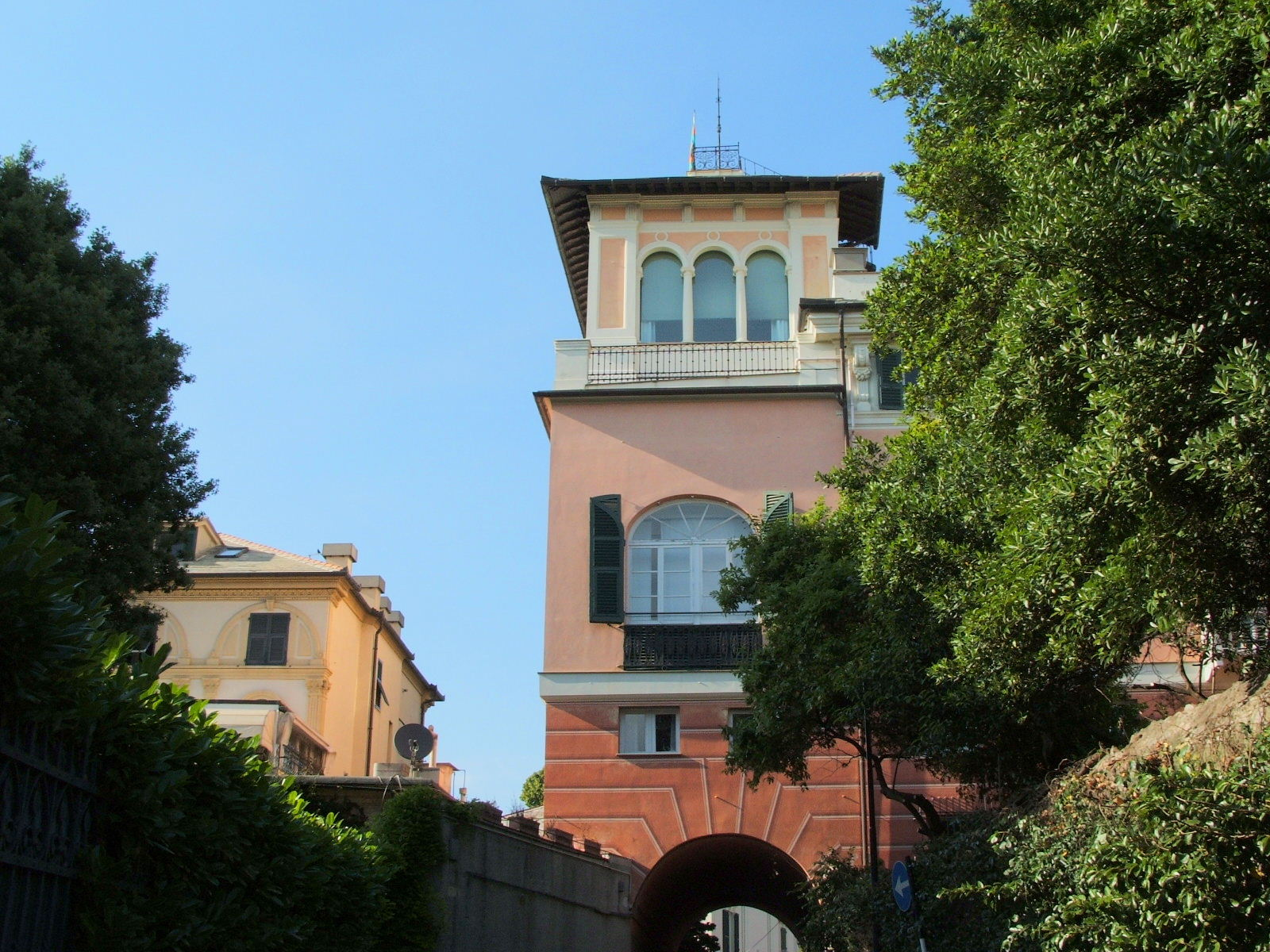
La torre di belvedere.
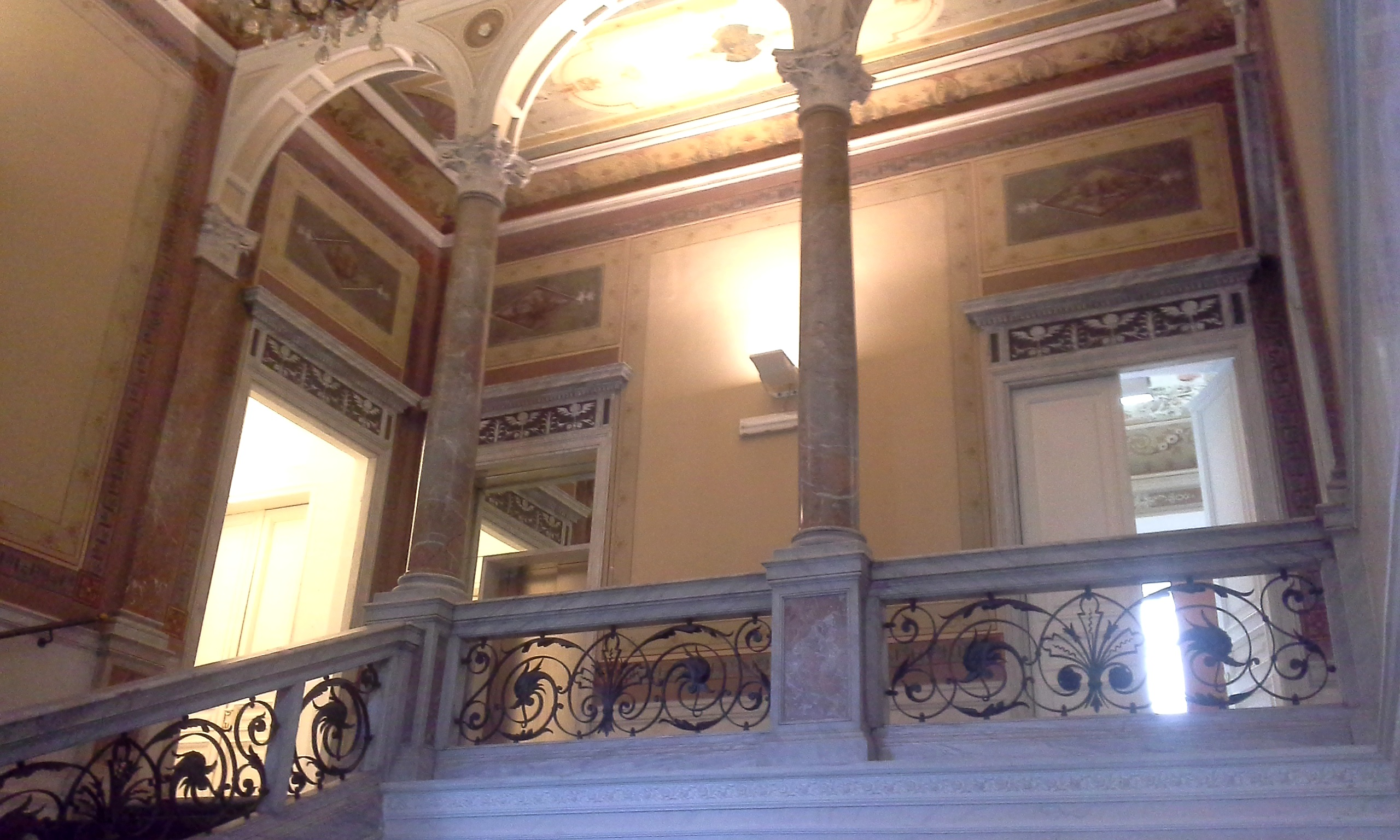
Un particolare degli interni.